# Шилви
Шилви (узб. Shilvi / Шилви) — посёлок городского типа, расположенный на территории Каршинского района Кашкадарьинской области Республики Узбекистан.

Статус посёлка городского типа с 2009 года.
назван в честь Шайх Абу Бакр Жалаф ибн Шиблий который из ансоридов пришёл временно  жил там. 